# Glavočić veleljuskaš
Glavočić veleljuskaš (lat. Lesueurigobius friesii) ili veleljuskaš prvoperac je riba iz porodice glavoča (lat. Gobiidae). Ova vrsta glavoča naraste do 13 cm duljine. Živi na dubinama do 130 m, na muljevitom ili pjeskovitom terenu, gdje žive i škampi, te se stoga često uhvati u koću. Živi u simbiozi sa škampom, čije rupe koristi kao sklonište za sebe i svoja jajašca, a za uzvrat švojim osjetilima pruža škampu sustav ranog upozorenja. Boje je žućkasto-smeđe s tamno obrubljenim i šarenim ljuskama. Hrani se malim puževima, račićima i beskralješnjacima.

## Rasprostranjenost
Glavočić veleljuskaš živi samo u Mediteranu uključujući i Jadran, te u istočnom Atlantiku od Norveške do Mauritanije.

## Vanjske poveznice
|  | Zajednički poslužitelj ima još gradiva o temi Lesueurigobius friesii |
|  | Wikivrste imaju podatke o taksonu Lesueurigobius friesii             |